# Donal Collins
Donal Collins (... – 9 aprile 2010) è stato un religioso irlandese della diocesi di Ferns, in seguito scomunicato per il suo coinvolgimento in alcuni episodi di abusi su studenti.

## Biografia
Collins era un insegnante di scienze al St. Peters quando, nel 1966, furono avanzate accuse contro di lui, inerenti abusi sessuali che coinvolgevano studenti, avvenuti nel dormitorio. Fu trasferito in una parrocchia di Westminster, ma il vescovo Donal J. Herlihy non ritenne che le accuse fossero ascrivibili a Collins. 
Una omissione descritta nel Rapporto Ferns come degna di serie critiche. Collins ritornò quindi al St. Peters nel 1968 e fu successivamente incaricato di tenere lezioni di nuoto.
Nel 1988 fu nominato preside del St. Peters College dal vescovo Brendan Comiskey, nonostante la sua rimozione da parte del predecessore Herlihy, in seguito ad accuse a suo carico di abusi sessuali su studenti.
Quattordici studenti segnalarono abusi da parte di Collins tra gli anni sessanta e i primi anni novanta.
Il Vescovo Comiskey ricevette una prima denuncia di abuso sessuale contro Collins entro sette mesi dalla sua promozione come Preside. Collins si dimise dall'incarico nel 1991 dopo che una lettera anonima fu recapitata a Comiskey. Quest'ultimo, nello stesso anno,  mandò Collins a meditare (onde pentirsi) in Florida. Collins fu affidato ad una parrocchia ma il Vescovo Comiskey non rivelò al suo collega della Diocesi della Florida che erano state fatte denunce contro Collins.
Collins ammise l'abuso nel 1993. Fu incriminato nel 1995, contava al suo attivo 21 incriminazioni fra molestie sessuali e oltraggi al pudore e una condanna per atti sessuali non procreativi (configurabili principalmente nella sodomia), nei confronti di quattro ex-alunni.
Collins scontò un anno di galera sulla base delle prove. Fu scomunicato nel 2004, 38 anni dopo che emersero le prime accuse contro di lui.
Ha intrapreso la procedura civile di revisione giudiziale nel maggio 1996, cercando una proibizione alla partecipazione alle udienze alle quali si riferivano le imputazioni. Tale procedura fu rifiutata.
Nel marzo 1998 ammise la colpevolezza riguardo a quattro accuse di oltraggio al pudore e una di molestie sessuali. Fu condannato a scontare quattro anni di prigionia e ne passò uno nella prigione di Curragh. Fu rilasciato nel 1999.

## Il Rapporto Ferns
Collins fu citato nel Rapporto Ferns, inchiesta ufficiale del Governo Irlandese sulle denunce di abusi sessuali su bambini messi in atto da prelati, svoltisi nella Diocesi Cattolica Irlandese di Ferns. Egli fu uno dei 12 preti coinvolti nei 100 casi che hanno avuto luogo fra il 1962 e il 2002.
Il rapporto spiega che almeno sei preti nella Diocesi di Ferns, e in relazione con il St Peters College, erano a conoscenza di preoccupanti voci riguardanti le ragioni per le quali Collins fu rimosso nel 1966, ma non avvisarono le autorità della Chiesa Diocesana del potenziale pericolo incarnato da Collins quando fu proposta la sua candidatura come Preside.
Quando iniziarono ad emergere denunce anonime contro Collins e egli le negò, il vescovo Comiskey impiegò due anni nel cercare prove che le confermassero. Ma quest'ultimo non interrogò mai altri preti che gli avessero segnalato in passato l'esistenza di un problema relativo a Collins.
Quando, nel 1989, emersero accuse credibili, Comiskey non sollevò Collins dal suo ministero. Non fu fatta alcuna annotazione da parte del Vescovo Diocesano riguardante il trasferimento di Collins da Ferns nel 1966.
Comiskey rilasciò inoltre dichiarazioni erronee alle autorità irlandesi (Gardaì) e ai media riguardanti Collins, ciò che contrastava con le informazioni di base disponibili su Comiskey stesso.